# Méddy Lina
Méddy Lina (ur. 11 stycznia 1986 roku w Les Abymes) – gwadelupski piłkarz występujący na pozycji obrońcy w klubie Solidarité-Scolaire oraz reprezentacji Gwadelupy.

## Kariera
Jest wychowankiem klubu Red Star Baie-Mahault. W latach 2006−2009 grał w Evolucas Petit-Bourg. Z Evolucas zdobył mistrzostwo Gwadelupy w 2008 roku. W 2010 roku został piłkarzem Vannes OC.